# 阿达尔贝特亲王级大巡洋舰
阿达尔贝特亲王级大巡洋舰（德語：Prinz-Adalbert-Klasse）是德意志帝国海军于20世纪初建造的两艘装甲巡洋舰（大巡洋舰）的船级。该船级由首舰阿达尔贝特亲王号和末舰腓特烈·卡尔号所共同组成。其中腓特烈·卡尔号于1903年12月12日率先入役，而阿达尔贝特亲王号则于1904年1月12日投入使用。其设计是对先前的独级舰海因里希亲王号进行了改良，两者的装甲厚度相同，但比前级的覆盖范围更广。两艘同级舰还配备了安装在双联装炮塔内的四门主炮，而非海因里希亲王号的两门单座炮塔。
两艘同级舰都在德国海军内有着广泛的服役；阿达尔贝特亲王号于整个和平时期的职业生涯中都被用作炮术教练船，而腓特烈·卡尔号则一直跟随公海舰队服役，直至1909年才被撤回担任鱼雷教练船。当第一次世界大战于1914年8月爆发时，两艘舰都被动员至波罗的海的巡洋分舰队。腓特烈·卡尔号于1914年11月在梅梅尔附近被俄罗斯帝国海军布设的水雷击沉，但大多数船员都能安全撤离。阿达尔贝特亲王号则在波罗的海被英国潜艇的鱼雷击中两次；第一次是在1915年7月1日，对舰只造成了严重的破坏但最终得以修复。第二次发生于1915年10月23日，鱼雷引燃了舰上的弹药舱并发生灾难性爆炸，从而摧毁了舰只。事件共造成672人丧生，成为一战期间德国海军在波罗的海地区遭受的最大的一次人员伤亡。

## 设计
在1900年通过的第二部德国《舰队法》中，设想建立一支由十四艘装甲巡洋舰组成的部队，用于在德国的海外殖民地服役。然而，帝国海军也需要能够跟随主舰队作战的巡洋舰，并试图设计出能够同时满足这两种任务的舰只，这主要是由于预算的限制。作为1900年《舰队法》的首个产品，海因里希亲王号的设计是在早期舰只俾斯麦侯爵号的基础上进行改良，并配备了更少的武器和更薄的装甲，以换取更高的速度和更低的成本。而随后的设计——即1899－1900年筹建的阿达尔贝特亲王级舰只，则是海因里希亲王号的改良版本。它们以四门210毫米40倍径速射炮代替了安装在前级舰上较慢的一对240毫米40倍径速射炮；装甲强度则与海因里希亲王号保持相似，但覆盖更为全面。

### 整体特征

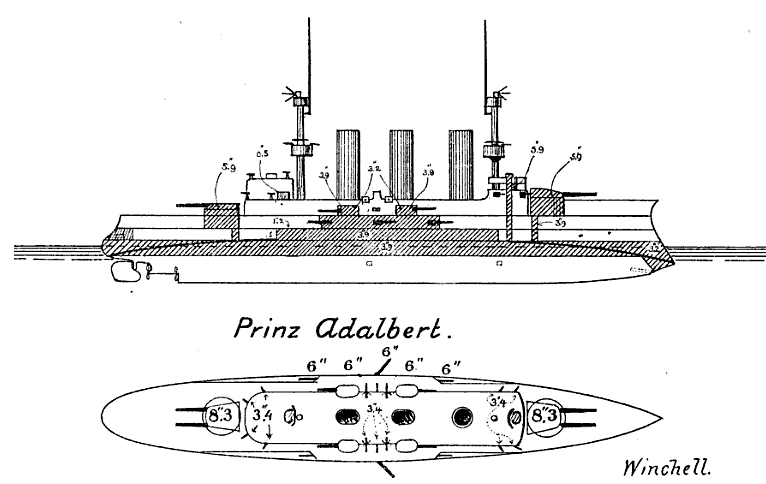
阿达尔贝特亲王级舰只线条画；阴影区域表示受装甲保护的部分

阿达尔贝特亲王级舰只的水线长度和全长分别为124.9（409英尺9英寸）和126.5（415英尺0英寸），有19.6（64英尺4英寸）的舷宽，以及7.43（24英尺5英寸）的前吃水和7.9（25英尺11英寸）的后吃水。它的设计排水量为9,087公噸（8,943長噸），满载排水量则可达9,875公噸（9,719長噸）。船体采用横向和纵向钢框架构造，再覆以钢制船体板铆接而成。它们被分为十四个水密舱室和一个占龙骨长度比重为60%的双层船底。德国海军将这两艘舰视为良好的远洋船具，当舰只下部的燃料舱装满时，它们的运动平稳，对掌舵的反应也十分灵敏。它们在满舵时会有高达六成的速度损失，但在巨浪时的速度损失则极小。由于舰只的廓装炮安装过低，即便是轻微涌浪也会致其相当潮湿。舰只的横向稳心高度为0.734米（2英尺4.9英寸）。阿达尔贝特亲王级的标准船员编制为35名军官和551名水兵，但在担任分舰队旗舰时，则可额外增加9名军官和44名士兵。舰只还配备有一些小型舰载艇，包括2艘哨艇、1艘机动艇、1艘大舢板、2艘小汽艇、2艘高低桅帆船和2艘小划艇。
阿达尔贝特亲王级舰只的推进系统由三台立式三缸三胀往复式蒸汽机所组成，各负责驱动一副三叶螺旋桨；其中中心桨的直径为4.5（14英尺9英寸），两个外桨则略大，直径为4.8（15英尺9英寸）。由杜塞尔多夫-拉廷格圆筒锅炉厂（Düsseldorf-Ratinger Röhrenkesselfabrik）生产的十四台杜尔锅炉负责为发动机提供蒸汽。阿达尔贝特亲王号推进系统的额定功率为16,200匹指示馬力（12,100千瓦特），腓特烈·卡尔号为17,000匹指示馬力（13,000千瓦特）；最高速度则分别为20節（37每小時）和20.5節（38.0每小時）。两艘舰在海上试航期间都曾达到更高的功率值，但它们的速度却并无明显改善。舰只的设计可携带750公噸（740長噸）燃煤，但贮存量最高可增至1,630公噸（1,600長噸）。这使得它们能够以12節（22每小時）的速度航行5,080海里（9,410）。电力由四台发电机供应，可在110伏特的电压下输出246千瓦特（330匹馬力）的总电功率。

### 武器装备

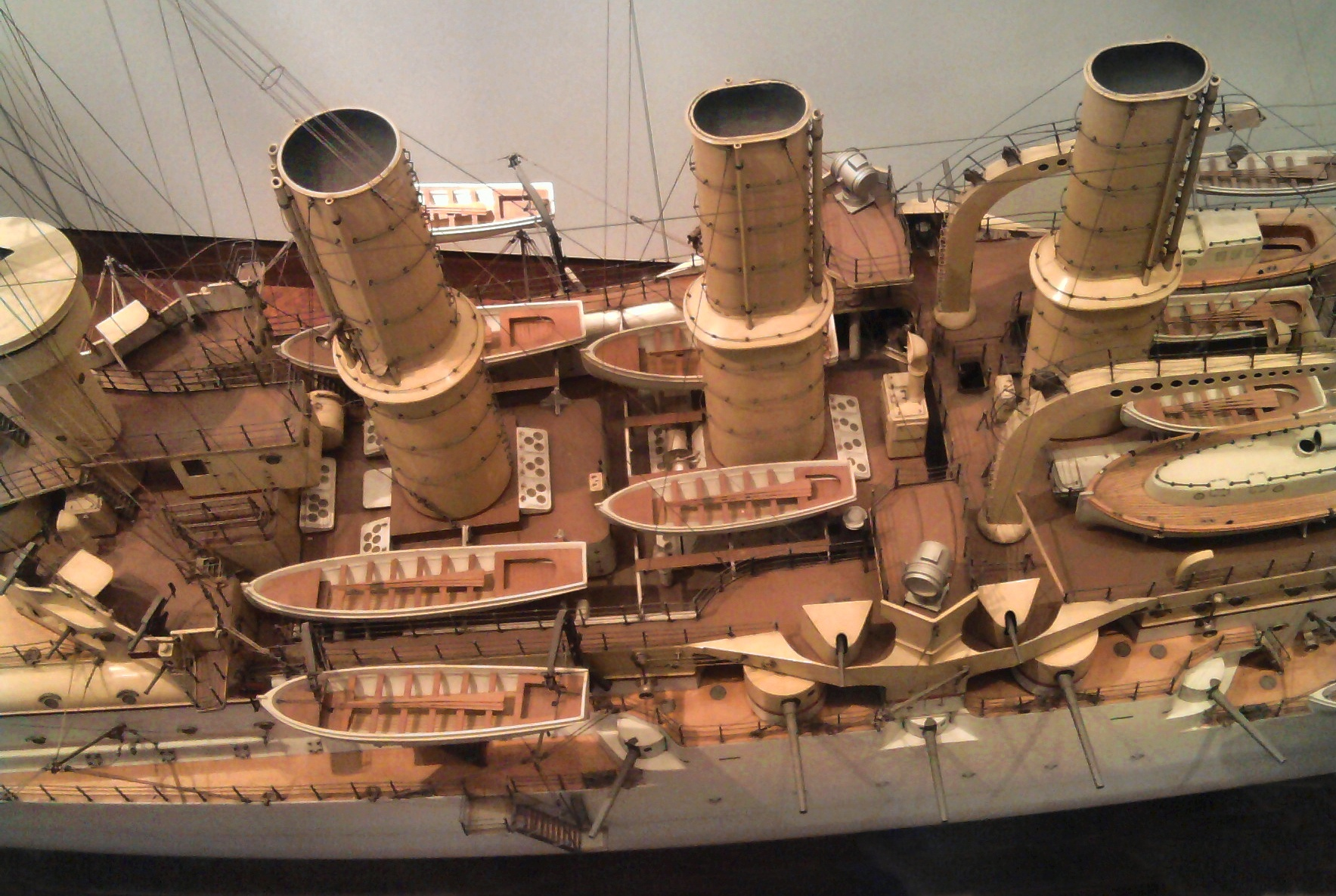
陈列于德意志博物馆的腓特烈·卡尔号微缩模型中部，展现了舰只侧部的副炮

阿达尔贝特亲王级舰只的主舰炮为安装在两座双联装炮塔上的四门210毫米40倍径速射炮，分设于中央舰艛的两端。这些炮共备有340发弹药，或每炮85发。炮塔可降至-5度俯角和提升至30度仰角，最大射程为16,300（17,800碼）。它们在发射108（238英磅）炮弹的初速为780每秒（2,600英尺每秒）。舰只的副炮由十门150毫米40倍径速射炮组成，全部布置在船体的两侧。其中三门设于舰舯每侧的炮廓内，其余四门则成对安装在炮廓上方的炮塔内。这些炮共提供1400发弹药，或炮140发。它们在发射40（88英磅）炮弹时的初速为800每秒（2,600英尺每秒）。炮管可提升至30度仰角，射程为13,700（15,000碼）。
这些舰只还携带有十二门88毫米35倍径速射炮用作近身防御；它们以四门一组安装在带炮挡的MPL炮架内。其中四门布置于前司令塔周围、四门设在舰舯两座烟囱的后方，最后四门则装在后艏楼的顶部。它们在发射15.4（34英磅）炮弹时的初速为770每秒（2,500英尺每秒）。其最大射程为9,090（9,940碼），可提升至25度仰角。
此外，舰只还安装有四具450（17.7英寸）浸没式水下鱼雷发射管；分别布设在舰艏、舰艉和两边舷侧，并提供11枚鱼雷。

### 装甲保护
阿达尔贝特亲王级舰只受到克虏伯渗碳钢的保护。主装甲带由一层50（2.0英寸）厚的柚木组成，中央部分覆以100（3.9英寸）厚的钢板，用以保护弹药舱、轮机舱等重要区域。装甲带在中央部分的两端减弱至80（3.1英寸），舰艏及舰艉则不受保护。甲板的装甲厚度为40至80（1.6至3.1英寸），并在舷侧以50至80（2.0至3.1英寸）厚的斜面装甲与主装甲带相连。廓装炮设于主装甲带上方，受到100毫米厚的钢板保护，而150毫米的塔装炮亦是如此。两座210毫米炮的炮塔有150（5.9英寸）厚的侧部和30（1.2英寸）厚的顶部。前司令塔的侧部和顶部也分别有150毫米和30毫米厚。后司令塔受到的保护则要少得多，仅设20（0.79英寸）厚的钢板覆盖。

## 建造
阿达尔贝特亲王号是作为新增编入舰队的第二艘大巡洋舰而以字母“B”为代号进行订购，并于1898年在基尔的帝国船厂开始架设龙骨，建造编号为27。其船体在完工后于1901年6月22日下水，继而展开舾装工作。至1904年1月12日，舰只竣工并正式投入活动舰队服役。腓特烈·卡尔号则为替代老旧的铁甲巡防舰威廉国王号而以“威廉国王代舰（Ersatz König Wilhelm）”为代号授予汉堡的布洛姆－福斯船厂承建；并于1901年架设龙骨。它于1902年6月21日下水，较其姊妹舰晚了几乎整整一年。在舾装工作完成后，腓特烈·卡尔号于1903年12月12日正式投入舰队服役，甚至比其姊妹舰尚早一个月。

### 同级舰
| 舰只             | 造船厂               | 命名来源              | 架设日期 | 下水日期      | 入役日期       | 结局                         |
| ---------------- | -------------------- | --------------------- | -------- | ------------- | -------------- | ---------------------------- |
| 阿达尔贝特亲王号 | 基尔帝国船厂         | 普鲁士亲王阿达尔贝特  | 1900年   | 1901年6月22日 | 1904年1月12日  | 1915年10月23日遭英国鱼雷击沉 |
| 腓特烈·卡尔号    | 汉堡布洛姆－福斯船厂 | 普鲁士亲王腓特烈·卡尔 | 1901年   | 1902年6月21日 | 1903年12月12日 | 1914年11月17日触俄国水雷沉没 |

## 服役历史
阿达尔贝特亲王号在入役后即成为活动舰队的一艘炮术教练船，而腓特烈·卡尔号则跟随舰队的巡洋支舰队一起服役。1909年，腓特烈·卡尔号加入其姊妹舰的行列成为教练船，主要用于鱼雷训练。当第一次世界大战于1914年8月爆发后，两艘舰又被重新动员至现役。它们均被分配至海军少将埃勒·贝林在波罗的海的巡洋分舰队，并由腓特烈·卡尔号担任旗舰。分舰队的驻地设于但泽的诺伊法瓦泽。贝林受命对利鲍的俄国港口采取行动，因那里被视为英国潜艇的集结地。在1914年11月17日向港口发动的第一次袭击中，腓特烈·卡尔号不慎于梅梅尔附近触发了两枚俄国水雷。舰上船员设法使巡洋舰浮在水面足够长的时间，以便让附近的舰只能够将全体船员全部带走；只有七人在爆炸中丧生。然而，行动依然按计划进行，并在港湾的出入口沉入了几艘阻塞船。
在腓特烈·卡尔号沉没后，贝林将他的旗帜转移至阿达尔贝特亲王号舰上。该舰多次参与了针对俄军的行动，其中包括炮击利鲍。1915年5月，它还对德国陆军占领这座城市提供了支援。1915年7月1日，舰只出击以驰援当时正遭到俄国巡洋区舰队攻击的一项德国布雷行动。在与另一艘大巡洋舰海因里希亲王号同行的途中，阿达尔贝特亲王号遭到英国潜艇E9号发射的鱼雷命中。尽管这艘巡洋舰能够返回基尔进行维修，但损坏严重。
维修工作最终于1915年10月完成。10月23日，当阿达尔贝特亲王号与两艘驱逐舰一同驶往利鲍的途中，在利鲍以西约20英里（17海里）的海域遭到英国潜艇E8号拦截。E8号在相隔约1,200（1,300碼）的范围内发射了一枚鱼雷，击中并引爆了阿达尔贝特亲王号的弹药舱。巨大的爆炸摧毁了该舰，它立即沉没，共造成672名船员罹难，仅3人获救。这次沉没也成为一战期间德国海军在波罗的海遭受的最大一次人员伤亡事件。